# Lemerje
Lemerje (madžarsko Nyíreslehomér, prekmursko Lömergje, nekoč Lehomérje, nemško Sankt Margita) je naselje v Občini Puconci.